# Gérard Israël
Gérard Alexandre Israël (ur. 28 listopada 1928 w Oranie, zm. 7 listopada 2018 w Paryżu) – francuski polityk, filozof i historyk religii, pisarz, od 1980 do 1984 poseł do Parlamentu Europejskiego I kadencji.

## Życiorys
Filozof i historyk religii. Działał na rzecz dialogu chrześcijańsko-żydowskiego, współpracował blisko z René Cassinem. Został szefem komitetu politycznego CRIF, rady instytucji żydowskich we Francji oraz uniwersyteckiej organizacji żydowskiej AIU, a także redaktorem naczelnym kwartalnika „Les Nouveaux Cahiers” (1965–1996). Był doradcą CNCDH, państwowej komisji ds. praw człowieka oraz kierował Institut international des droits de l'homme. Autor książek dotyczących m.in. religii i współczesnej historii Francji, a także kilku biografii (m.in. René Cassina i Cyrusa Wielkiego).
Zaangażował się w działalność polityczną w ramach Zgromadzenia na rzecz Republiki, kierował też prawicowym ruchem Association des démocrates. W maju 1980 uzyskał mandat posła do Parlamentu Europejskiego w miejsce Jacques’a Chiraca. Przystąpił do Europejskich Progresywnych Demokratów, kierował podkomisją ds. praw człowieka.

## Życie prywatne
Był żonaty z Danielle, miał syna.

## Odznaczenia
Komandor Legii Honorowej (2013).